# Killa Kela
Killa Kela (właściwie Lee Potter, ur. 1979) – brytyjski piosenkarz i beatboxer.
Pochodzi z hrabstwa West Sussex znajdującego się w Anglii. W jego twórczości dominują imitacje znanych piosenek w połączeniu zróżnicowanych trendów muzycznych jak drum&bass, hip-hop i screatching.
Występował z wieloma wykonawcami, m.in. z Pharrellem Williamsem, Justinem Timberlakiem, DJ Vadim, Busta Rhymes, Snoop Doggiem oraz Stereo MC’s.
Jego projekty powstawały przy współpracy m.in. z The Elysian Quartet, w którego skład wchodzą grający na instrumentach smyczkowych wokaliści wspierający Rookwood i Mc Trip, z DJ Skeletik'iem oraz jego producentem Spider'em, grającym na klawiszach (pełni on także funkcję wokalisty wspierającego). Twórczość Keli obejmowała również projekty artystyczne powstałe z udziałem Marka Splintera. Muzycy są szerzej znani jako Spit Kingdom
Keli współpracował przy produkcji singla „Oh My Gosh” Basement Jaxx z 2004 roku, a także wystąpił gościnnie na nagraniach płyty Radio Pezet. Produkcja Sidney Polak (2012). Pojawił się również w filmie pod tytułem „Ill Manors”.
Przez wielu jest uznawany za jednego z najlepszych beat boxerów na świecie.

## Życie prywatne
W 2007 roku zakończył się wieloletni związek piosenkarza z brytyjską aktorką Patsy Kensit.

## Dyskografia
- Antistatic Mouthwash mix tape (2000)
- Heavy Artillery - All Terrain Series (2001)
- Crop Circles - All Terrain Series (2001)
- Permanent Marker (2002)
- For Those Who've Joined Us (2003)
- Jawbreaker (2003)
- Elocution (2005)
- Secrets (2005)
- Days That Shook The World Mix CD (2006)
- Reveal Your Inner Self (2007)
- Ontourvandamage  Mix CD (2008)
- NightWatcher (2008)
- Built Like An Amplifier (2009)
- Everyday single (2010)
- Amplified! (2010)